# 凱恩非洲文學獎
凱恩非洲文學獎非洲一項每年頒發的文學獎項。

## 历史
成立於2000年，用以表揚英文出版的非洲短篇小說作家的原創作品，獲獎者可以得到一萬英磅的獎金，該獎以布克集團前任董事長邁克爾·凱恩紀念命名，亦因為這個關聯，凱恩非洲文學獎有時亦被稱為非洲布克獎。

## 評審
凱恩非洲文學獎過去的評審包括4位獲得諾貝爾文學獎的非洲作家﹕渥雷·索因卡、內丁·戈迪默、納吉布·馬哈福茲及約翰·馬克斯維爾·庫切。